# Rocco Abate
Rocco Abate (Oriolo, 20 giugno 1950) è un compositore e flautista italiano.

## Biografia
Dal 1964 vive a Milano, dove studia presso il Conservatorio "Giuseppe Verdi", e dove consegue, nel 1972, il diploma di flauto, nel 1974, di strumentazione per banda e, nel 1979, sotto la guida di Bruno Bettinelli, si diploma in composizione. Nello stesso istituto sarà, poi, docente di flauto, membro del Consiglio Accademico e Nucleo di Valutazione, fino al 2013.
Nel 1982, riceve il diploma di merito ai corsi di perfezionamento tenuti da Franco Donatoni, all'Accademia Chigiana di Siena. Intanto svolge attività concertistica, in Italia e all’estero.
Tiene contatti e frequenta seminari dei più importanti compositori del tempo: Stockhausen, Nunes, Carter, Ferneyhough, Grisey, altri. Nel 1995 è a Parigi, selezionato per uno stage di Informatique Musicale, presso l’IRCAM.

## Composizioni scelte

### Anni 1960
- Sonatina. per flauto e pianoforte; 1969.

### Anni 1970
- La Recherche. per fl, vl, vla, vc e ob; 1970.
- Scripta sonant. cinque pezzi brevi per pianoforte; 1974/rev. ‘89. Roma Ed. Edipan; 1990.
- Soledad. per orchestra d’archi e percussioni (commissione Angelicum); 1976.
- Impromptus. per fl e pf; 1976.
- Sol'o. per fl, cl.b, pf, perc, vl, v.la e vc; Roma, Ediz. Edipan; 1978.

### Anni 1980
- Sol'o. per orchestra;1980 (commissione Angelicum). Milano, Ed. Rugginenti,1983.
- Tatà Requiem, oscuro gioco del tempo. per doppio quintetto di fiati; 1981. Roma, Ed. Edipan Musicisti Contemporanei; 1986.
- Knecht, Magister Ludi. per cl, vc e pf; (commissione Musica nel Mendrisiotto). Milano, Ed. Rugginenti; 1982.
- Nacht. per voce femminile (su testo di Georg Trakl); 1982. (commissione Nuovi Spazi Musicali Castel Sant’angelo). Roma, Ediz. Edipan; 1986.
- Dust. per ottavino; 1982. Milano, (commissione Franco Donatoni per Festival D’Avignone, Siena) Ed. Rugginenti; 1984.
- Tropie. per quartetto d’archi; 1983; Premio Ulivo d’Oro, Imperia 1983. Roma, Ed. Edipan Musicisti Contemporanei, 1986.
- Sei bagatelle. per vl, v.la e vc.; 1983. (commissione Luciana Abbado Pestalozza per Musica nel nostro tempo). Milano,  Ed. Ricordi; 1987.
- Cinque brevi variazioni su “Là ci darem la mano”. per ott. e cl.b; 1984 (commissione CARME). Milano, Ed. Ricordi; 1984.
- Four Piano Time. per pf; 1985; (commissione Pietro Acquafredda per la Rivista Piano Time) Ed. Edipan Musicisti Contemporanei; 1986.
- Timscel. per voce femminile e clarinetto (su testo di Rocco Abate); 1986.
- Eco. per due ottavini; 1985; (commissione CARME) Milano, Carme Edizioni, 1985.
- Trista, o degli oggetti. per clarinetto; 1986; (commissione Stefano Scodanibbio per lo Sferisterio di Macerata). Milano, Ediz. Ricordi, 1986.
- Zois. Poesia sonora per voce sola; 1986. (commissione Giuliano Zosi)
- Barcarola - ninna nanna per Maria Pia; 1987. (commissione SNAM PETROLI).
- Spettri. per fagotto e pianoforte; 1987;  (commissione Solisti Dauni).
- Nulla e vento. per coro misto a cappella (su testo di Rocco Abate); 1987; prima esecuzione in RAI - primo canale - a cura di Gino Negri.
- Voci. per quattro chitarre; 1987. Esposta alla Biennale di Venezia.
- Nell’occhio la memoria. per grande orchestra; 1986/’88.
- ‘Na Notte. musiche di scena per l’omonima raccolta di poesie di Giacinto Luzzi; 1989.
- Ben disposti silenzi. per violoncello, sintetizzatore e voce recitante (in collaborazione con e su testo di Andrea Zanzotto); 1989.
- Spira. per flauto (amplificato e riverbero), voce recitante ad libitum (in collaborazione con/ e su testo di Antonietta Dell’Arte); 1989. Milano, Ed. Ricordi, 1991.

### Anni 1990
- Vocabol'involiera. per fl oppure ott. e pf.; 1990; Fa parte di un’Antologia di brani per flauto, a cura di Annamaria Morini e Francesca Pagnini, Milano, Ed. Ricordi, 1990.
- Chronos e Mnemosyne.  per cl, cr, fg e e quintetto d’archi, in ricordo di Armando Gentilucci; 1990. (commissione CARME) Milano, Ed Ricordi.
- Narciso. per oboe amplificato con eco e riverbero. (commissione di Pietro Borgonovo); 1990; Milano, Ed.Ricordi, 1990.
- In un sogno ventoso. per soprano, voce recitante e nastro (in collaborazione e su testo di Claudio Angelini); 1990.
- Meta - appunti per Dottor Sincretico. per baritono, voce recitante e nastro magnetico (in collaborazione con /e su testo di Bruno Pedretti); (commissione Nuovi Spazi Sonori Castel Sant’Angelo, per Roberto Abbondanza, baritono); 1990.
- Sublimen. per clarinetto amplificato e con poco riverbero (in collaborazione e su testo - ad libitum - di Dacia Maraini); 1990. Milano, Ed. Ricordi, 1991.
- Bufera. Musiche di scena per l’omonima tragedia di Giacinto Luzzi; 1991.
- Estratto. per fagotto; 1992.
- Pagine Sinfoniche da Dottor Sincretico.  per orchestra (omaggio a Gioachino Rossini); 1992; (commissione Angelicum) Milano. Ed. Ricordi; 1993.
- Progetto Sincretico. per quintetto d'archi o orchestra d'archi; 1993; (commissione Amici di Musica Realtà di Luigi Pestalozza - Teatro alla Scala) Milano, Ricordi in co-edizione Nuova Fonit Cetra; 1993.
- Trascrizione per flauto del Concerto per violino e orchestra, di Ludwig van Beethoven; 1993.
- Evelina. per due flauti; 1993.
- Antica. per violoncello e pianoforte amplificati, con eco e riverbero; 1994 (commissione Nuovi Spazi Musicali Castel Sant’Angelo) Roma.
- R.E.Q.U.I.E.M. per orchestra; 1997’95. Ed. Rugginenti, Milano.
- Voce. per soprano, flauto e pianoforte (testo di Alessandro Miano); 1995.
- Dal Castello del Dottor Sincretico. per tre trombe; 1995.
- Danze per Veronica. per fl. cl. perc. pf. vl. vc.;1996 (commissione Amici di Musica Realtà di Luigi Pestalozza e Teatro alla Scala).
- Inno. per voce, coro e orchestra (commissione delle XIX Universiadi siciliane); 1997.
- Ancora. per sei flauti amplificati, con eco e riverbero (commissione di Luigi Lanzillotta per Università di Calabria); 1997.
- Jonica. per oboe e pianoforte (commissione di Pietro Borgonovo e Maria Grazia Bellocchio); 1997.

### Anni 2000
- Remoto. per organo; 2001.
- Cadenze. del concerto per flauto e orchestra di Luigi Boccherini (commissione di Stefano Parrino); 2001.
- Rotafantasy. per vl, fl, pf.; fantasia sulle musiche per il cinema di Nino Rota.  (commissione del Trio Albatros Ensemble), 2002 -Disco Stradivarius, Cologno Monzese (MI).
- Abanera alla luna. per oboe e arpa; 2002; (commissione Musica nel Mendrisiotto).
- Studi da concerto n. 2 - 3. per flauto; 2004.
- Cadenze del Concerto in SOL maggiore K. 313 di Mozart . 2005; Milano, Ed. Rugginenti.
- Cadenze del Concerto in SOL maggiore K. 314 di Mozart. 2005; Milano, Ed. Rugginenti.
- Piombi sospesi.  per voce femminile, vl. vc. e pf.(in collaborazione con/ e su testo di Anna Maria De Pietro); 2006.
- Lontano. colonna sonora per il film “Sesto, le Radici”, regia di Sabrina Bonaiti; 2006.
- Laersisque.  per voce recitante e clarinetto (in collaborazione con /e su testo di Guido Oldani); 2006.
- Concerto, quasi pantomima. per flauto e orchestra (commissione di Patrick Gallois), dedicato a Patrick Gallois. Trieste; 2003/2006.
- Canzone Andalusa. per flauto solo, dedicata ad Adalberto Borioli; 2006.
- Happy Birthday Patrick, Napoli, Ed. FALAUT, 2007.
- Anèmos. per flauto in sol (commissione di Michele Marasco, e a lui dedicata); 2008.
- Ma, chi sei tu? per voce femminile ed ensemble (in collaborazione e su testo di Giancarlo Majorino); 2008.
- Alba. Abbozzi per una colonna sonora di un docufilm su Riccardo Cassin. 2009.

### Anni 2010
- Emissione e dintorni. per flauto; 2012.
- eleGGia. per clarinetto e trio d’archi. In memoria di G. Coral e G. Luzzi; 2012.
- BALLINCORTE - sette miniature per Umberto Seveso. Per violino e fisarmonica; 2012.
- OMBRA. per quintetto di fiati, commissione del/e dedicato a The Zagreb Wind Ensemble; 2013.
- Sulle ali del vento. Musiche per il matrimonio di Pietro e Linda, luglio 2014.
- Kōan per clarinetto, violoncello, interventi vocali, altro. Commissione del Teatro La Fenice; 2016.
- Ayse per soprano e pianoforte (in memoria di Luigi Pestalozza) ; 2017. Su testo appositamente scritto da Michele Serra. Ed. EDIPAN. Roma.
- Fragments Of darknes  per violino, clarinetto e pianoforte; 2018 (commissione Festival Nuovi Spazi Musicali, Ascoli Piceno).
- Al limitare della notte per flauto amplificato e poco riverbero. 2019 – (commissione Icarus Ensemble).

### Anni 2020
- ·DOTTOR SINCRETICO – Monodramma in sette Quadri- per Voce di baritono, Coro e Ensemble – 2016-2020; Commissione Festival Cantus -Zagabria e Festival Trieste Prima - Trieste  A tutte le vittime della pandemia.
- ·Spazializzazioni per la fine del tempo – per pianoforte; 2020. A tutte le vittime della pandemia; (commissione SIMC).

## Articoli e pubblicazioni
- "Un’idea semiseria per un’opera prima a Venezia.", in laboratorio Musica, Mensile di musica e didattica musicale; anno III; numero 26/27 agosto/Settembre 1981. Dir. Luigi Nono
- "Il Compositore? Mandiamogli un avviso di garanzia!", in Musica/ Realtà, rivista quadrimestrale, n. 41, agosto 1993. Dir. Luigi Pestalozza.
- Eros Ramazzotti, “Emozioni Visive”, AA.VV., Milano, Arnoldo Mondadori Editore, 1997.
- "Nel silenzio incontri il Maestro", in AA.VV., Il Maestro, Bergamo, Lubrina Editore, 2011.
- "Zona franca", in Confini - rivista semestrale di cultura, giugno 1996, n. 1. Dir. Paolo Lezziero.
- "La morte del compositore", in Confini, semestrale di cultura, n. 2, dicembre 1996. Dir. Paolo Lezziero.
- Appunti per una “Filosofia del silenzio, come condizione e come necessità”, in Il Martello, giornale di scrittura, di politica, di disfatta, n. 1, gennaio 2000. Dir. Adriano Accattino.
- "Disfatta è fatta (!?!). Che fare per continuare a disfare, condizione imprescindibile del “fare” poetico?", in Il Martello, giornale di scrittura, di politica, di disfatta, n. 2, aprile 2000. Dir. Adriano Accattino.
- "Il cuore delle note, le note…", in Cardiologia negli ospedali, rivista, dell’ANMCO, n. 178, novembre 2010. Dir. Mario Chiatto.
- 70 articoli di didattica ed estetica, dal 1989 al 2016, sulla rivista Falaut, Trimestrale flautistico. Dir. Salvatore Lombardi.